# Fuensaldaña
Fuensaldaña es un municipio y localidad española de la provincia de Valladolid, en la comunidad autónoma de Castilla y León. Pertenece a la comarca de la Campiña del Pisuerga y se adscribe enológicamente a la Denominación de Origen de Cigales, término municipal con el que linda por las urbanizaciones El Molar y Ciudad de la Juventud. Cuenta con una población de 2137 habitantes (INE 2024).

## Geografía
Situado a 9 kilómetros de Cigales, su cabeza de comarca, y a 7 kilómetros de la capital, está atravesado por la autovía de Castilla A-62, en el pK 119, además de por la carretera provincial VA-900 que comunica la localidad con Mucientes y Cigales. 
Su relieve se caracteriza por la transición entre la campiña y las primeras estribaciones de los montes Torozos, de forma que la altitud aumenta progresivamente hacia el oeste, desde los 710 metros cerca del canal de Castilla hasta los 849 metros al noroeste, destacando algunos páramos como Llanomonte (846 metros) y El Pilón (845 metros). El arroyo de Pozo Moza cruza el territorio de oeste a este. El pueblo se alza a 745 metros sobre el nivel del mar. 
| Noroeste: Valladolid (exclave) y Mucientes | Norte: Mucientes | Noreste: Cigales    |
| Oeste: Villanubla                          |                  | Este: Valladolid    |
| Suroeste: Villanubla y Valladolid          | Sur: Valladolid  | Sureste: Valladolid |

## Historia

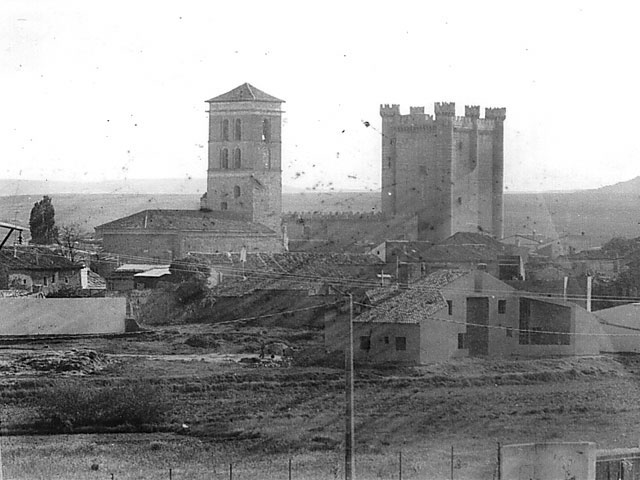
Vista del pueblo a principios del siglo XX

Originalmente fue un asentamiento vacceo. Según la tradición lo fundó Endovéllico, deidad guerrera que no obstante favorecía asentamientos agrícolas, principalmente vitivinícolas.
Ya en el siglo XII, la entonces llamada Fuent Saldania, empezó a construir su primer castillo.
En 1520 los comuneros ocuparon su castillo, y el 17 de diciembre de ese año la Junta de las Comunidades de Valladolid confió su tenencia a Pedro Cisneros (véase Guerra de las Comunidades de Castilla).
Felipe II nombró primer conde de Fuensaldaña a Juan Pérez de Vivero, por los servicios prestados en Flandes.

## Geografía humana

### Demografía
Cuenta con una población de 2137 habitantes (INE 2024).
| Gráfica de evolución demográfica de Fuensaldaña entre 1842 y 2021                                                     |
| |
| Población de derecho según los censos de población del INE. Población de hecho según los censos de población del INE. |

## Cultura

### Patrimonio

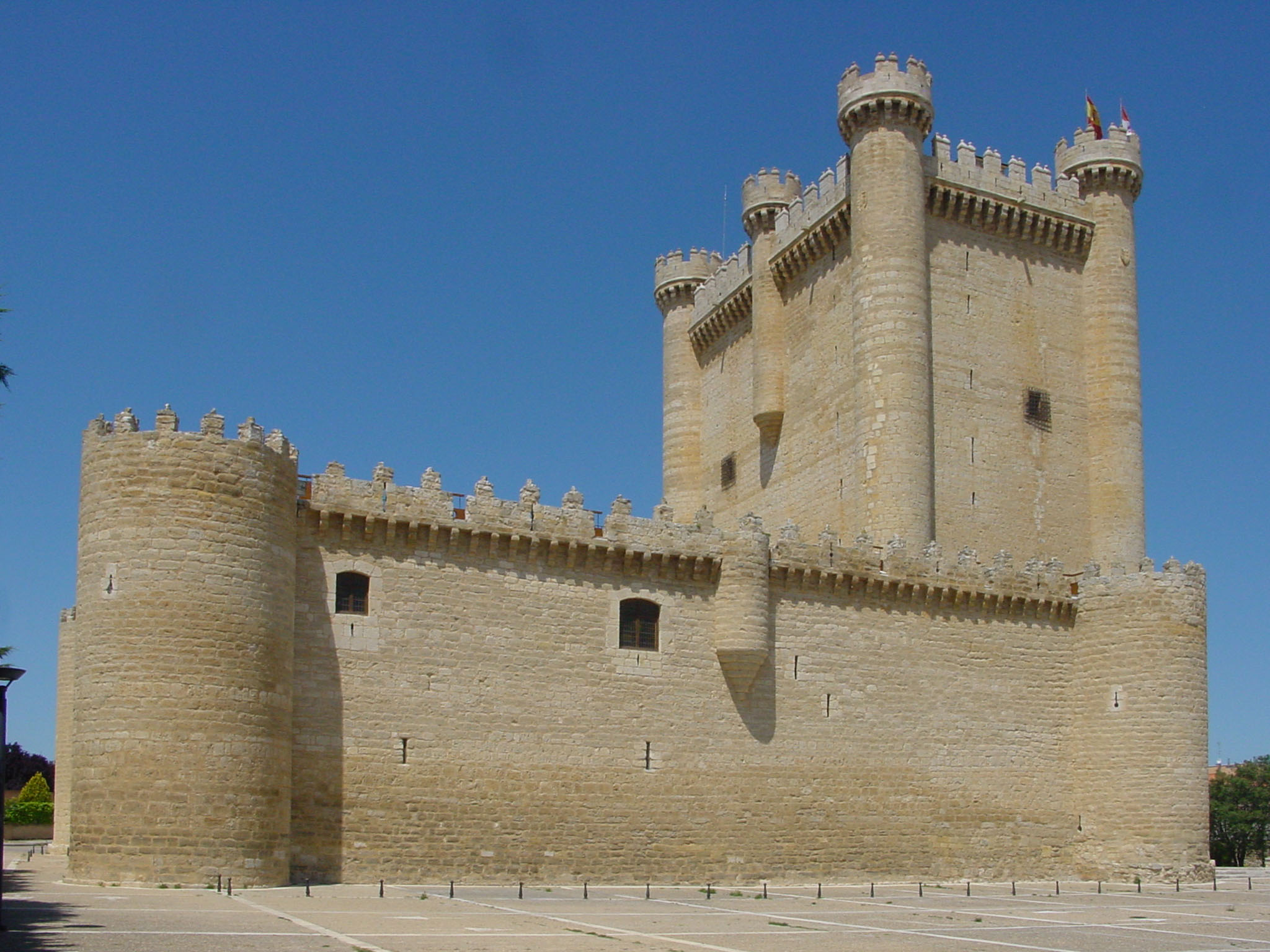
Castillo de Fuensaldaña

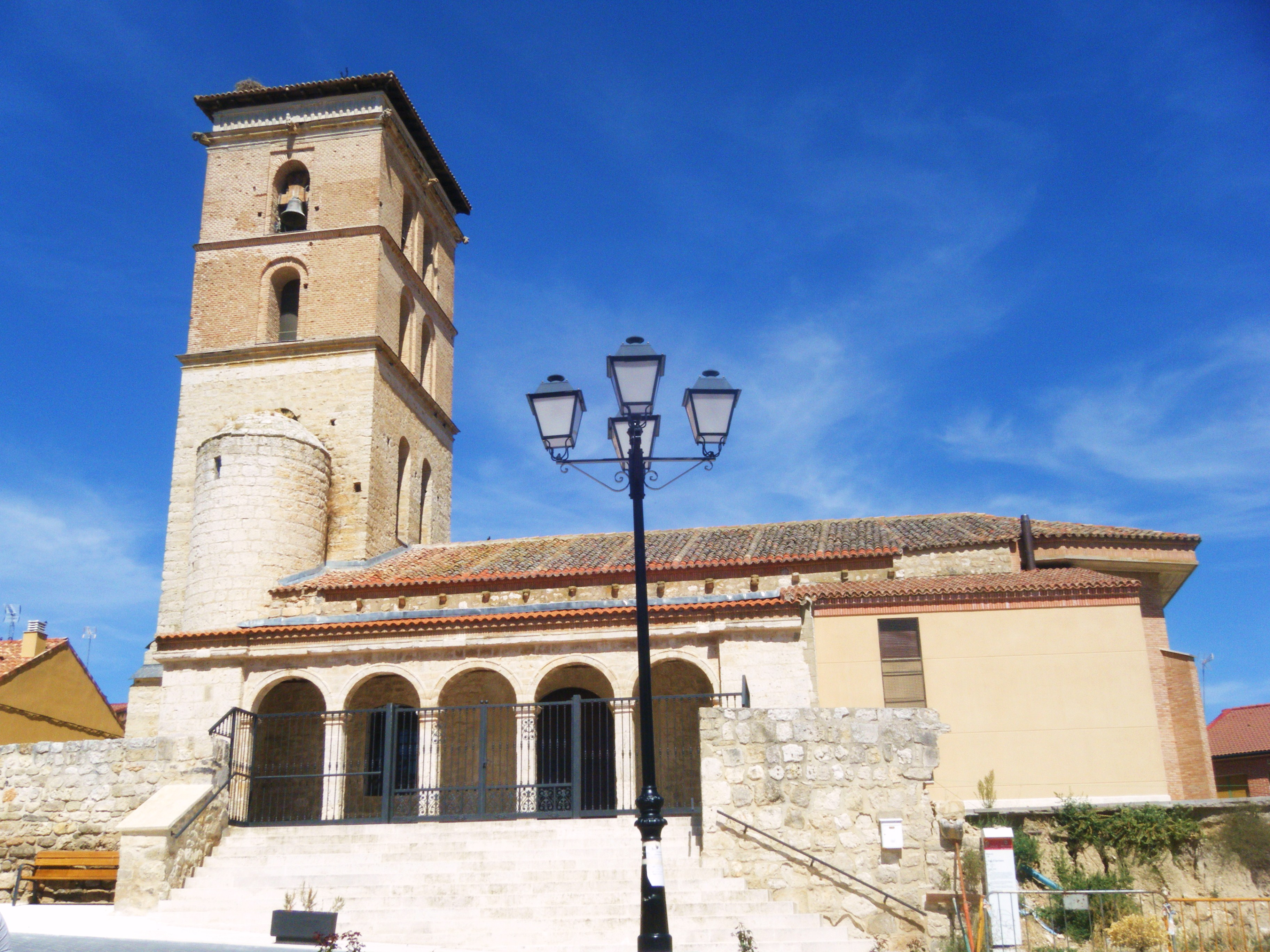
Iglesia de San Cipriano

- Castillo: sede de las Cortes de Castilla y León[3] hasta la inauguración del nuevo edificio situado en la Avenida de Salamanca de Valladolid capital. Encuadrado en la llamada Escuela de Valladolid, de los castillos señoriales, posee una fuerte estructura militar que no le hace perder ni un ápice de su concepción urbana y que responde a la concepción sociopolítica de la Corona del siglo XV. Lo que más llama la atención, es su imponente torre del homenaje, a la que en tiempos se accedía a través de un puente levadizo. Culmina la torre en cuatro torreones cilíndricos, que parten de los cimientos de la fortaleza y se cierra arriba con dos atalayas, completando todo su perímetro de matacanes y almenas.
- Iglesia parroquial de San Cipriano: De origen gótico-mudéjar del siglo XIII,[4] interior de una sola nave con arcos fajones ligeramente apuntados que sostienen una bóveda de yesería del siglo XVII y capillas hornacina adosadas en los laterales. Comunica con la cabecera a través de un arco de triunfo apuntado. A los pies de la nave encontramos la torre campanario de cuatro cuerpos: dos de piedra y dos de ladrillo, que albergan 6 campanas. El retablo era rococó de Miguel Sierra, con numerosas pinturas y esculturas de entre los siglos XVI y XVIII. A la iglesia se accede por una escalera que conduce a un pórtico notable, de 6 arcos medio punto y con yeserías de uvas y pámpanos en el interior, que sirve como refugio a los rigores estivales e invernales, añadido en el siglo XVI.[4]
- Monasterio de las Trinitarias: Fundado por la condesa de Fuensaldaña, doña María de Menchaca, al quedar viuda, originalmente como convento de monjas franciscanas. El patrocinio de los condes aportó al convento obras de arte que se perdieron tras ser expoliado durante la  Guerra de la Independencia y la exclaustración decretada por la Desamortización de Mendizabal. De entre las obras de arte que guardaba destacan tres[4] grandes lienzos de Thomas Willeboirts Bosschaert, actualmente conservados en el Museo Nacional de Escultura de Valladolid,[4] regalados por  Alonso Pérez de Vivero, III conde de Fuensaldaña en agradecimiento a Dios por sus victorias en Flandes.

### Otros atractivos culturales
Exposición de Maquetas realizadas con materiales reciclados de Antonio Tendero Alonso: exposición permanente situada en el Centro Cultural Antiguas Escuelas, en la que se exhiben más de 70 maquetas, construidas a partir de materiales de desecho como latas, cajas de cartón, maderas, botes de plástico, etc. Además la exposición se complementa con dos maquetas de barcos a escala, la maqueta a escala de la Iglesia de San Cipriano y varias vidrieras realizadas con la técnica de la grisalla.

### Gastronomía
Vino

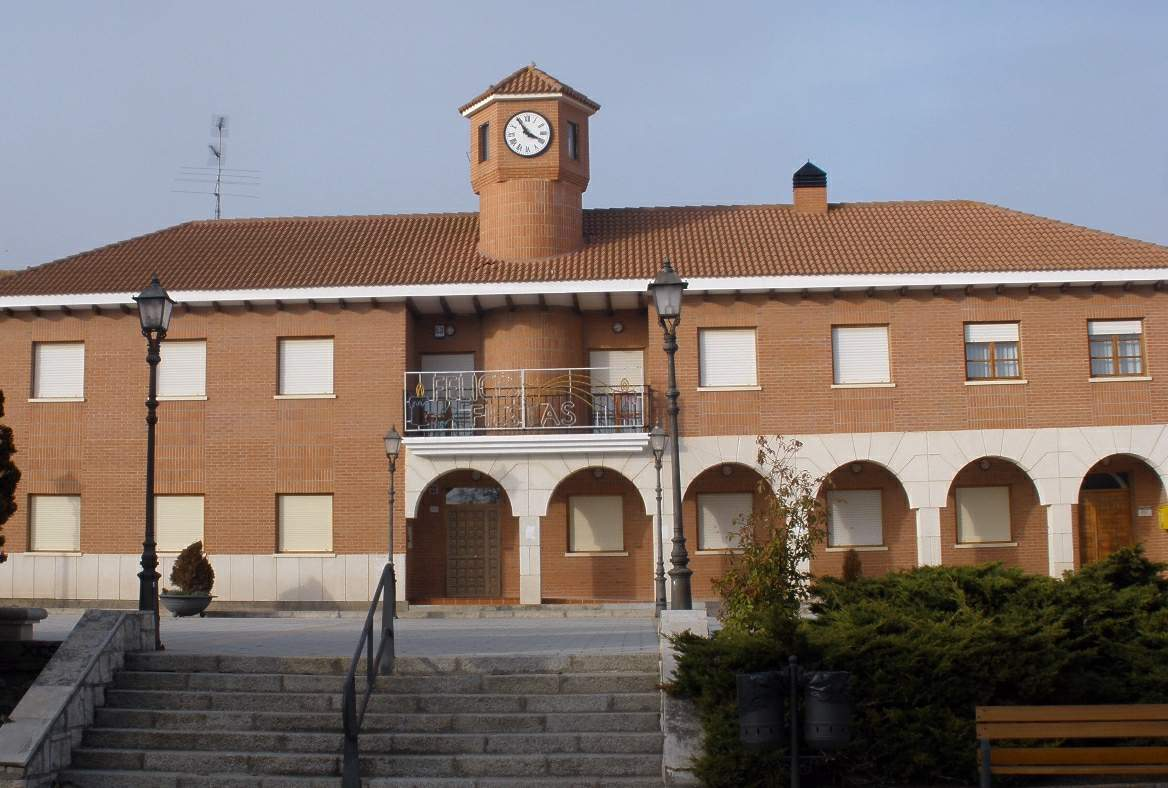
Casa consistorial

Fuensaldaña es una de las cunas del vino rosado, con denominación de origen Cigales. Sus vinos tienen una tonalidad cebolla, única en esta zona de los montes Torozos. Aunque desde los vacceos hay viñas en la localidad, las que hoy divisamos son familia directa de las que se plantaron en el medievo y de la famosa filoxera del 98 (con esquejes traídos de América para olvidar el desastre de ese año). El rosado de Fuensaldaña (clarete), es ideal para acompañar carnes suaves, pescados, volatería, quesos y aperitivos.